# BadUSB
BadUSB je počítačový bezpečnostní útok využívající zařízení USB, která jsou naprogramována škodlivým softwarem. Například USB flash disky mohou obsahovat programovatelný mikrokontrolér Intel 8051, který lze přeprogramovat, čímž se z USB flash disku stane škodlivé zařízení. Útok funguje tak, že útočník naprogramuje falešný USB flash disk tak, aby emuloval klávesnici. Jakmile je připojen k počítači, je automaticky rozpoznán a je mu umožněna interakce s počítačem prostřednictvím klávesnice. Poté může iniciovat sérii stisků kláves, které otevřou příkazové okno a vydávají příkazy ke stažení malwaru.
Útok BadUSB poprvé odhalili Karsten Nohl, Sascha Krißler a Jakob Lell během přednášky na konferenci Black Hat v roce 2014. Dva měsíce po této přednášce zveřejnili další výzkumníci kód, který lze použít ke zneužití této zranitelnosti. V roce 2017 byla vydána verze 1.0 klíče USG, který funguje jako hardwarový firewall a který je navržen tak, aby zabránil útokům ve stylu BadUSB.
Konkrétním příkladem je falešný USB flash disk prodávaný pod názvem USB Rubber Ducky a vytvořený firmou Hak5, který je navržený speciálně pro simulaci klávesnice a provádění útoků typu BadUSB.